# Condado de Clallam
O Condado de Clallam é um dos 39 condados do Estado americano de Washington. A sede de condado é Port Angeles, e sua maior cidade é Port Angeles. O condado possui uma área de 6,916 km², uma população de 64,525 habitantes, e uma densidade populacional de 14 hab/km² (segundo o censo nacional de 2000).